# Blacus crassicrus
Blacus crassicrus är en stekelart som beskrevs av Van Achterberg 1976. Blacus crassicrus ingår i släktet Blacus, och familjen bracksteklar. Inga underarter finns listade.